# 百变机兽之洛洛历险记
《百变机兽之洛洛历险记》简称《洛洛历险记》，是2008年广州蓝弧文化传播有限公司联合星杰玩具在中国大陆推出的一部三维动画连续剧，由王巍担任编剧并执导，共52集，每集长度约22分钟。该剧于2008年1月1日央视网首播。
作为中国首部以变形机器人为主角的大型动画片，融合了中国传统武术精髓，《洛洛历险记》一经播出便在全国引起巨大反响，深受95後及00後观众的喜爱，被誉为“中国版变形金刚”“中国三维动画里程碑之作”。
《洛洛历险记》不仅是蓝弧的成名之作，也是中国动画发展史上一部具有重要意义的作品。然而，作品的空前火爆也造成了蓝弧和星杰关于作品主导权的争夺，双方的合作最终破裂，預計延續发展的“百变机兽”系列计划就此搁浅。2013年蓝弧推出重製版動畫《武戰道》。

## 剧情简介
11岁少年洛洛，是一名天才游戏少年，最喜欢玩的是一种叫做“机战王”的电脑游戏。因为被一个闪电击中，误入到游戏世界，带领正义勇敢的机车族与凶狠狡猾的猛兽族进行一场世纪大对决。

## 角色

### 机车族

#### 洛洛
机车族机战王，來自人类世界的小学六年级学生。充满热情、思绪奔放。聪明可爱的游戏高手，曾是校际电子竞技赛的第二名。起初只將机战戰爭看作遊戲，但隨著劇情發展，游戏世界的磨练让他变得更加勇敢和有正义感，最终成为机车族机器人的绝对领袖，多次策畫計謀帶領同伴度過難關。

#### 霹雳火
时光之城的守城大将，跑车机器人，洛洛遇見的第一個机车族机器人，也是忠實好友。勇敢正直、讲义气，一有战斗总是冲在最前面，同時不失理智，而且在危难的时刻绝不会丢下朋友独自逃命，就是因为这样霹雳火得到了机车族机器人的尊重。不仅是机车族，就是金铁兽也曾帮过。霹雳火的独门绝技叫做“雷霆半月斩”，在月色皎洁的夜晚，“连环雷霆半月斩”的威力更是平时的几倍，霹雳火还可以借助月圆之夜的月光恢复能量。除此之外，与急先锋可以发出合击绝招——流影电光闪，这个招数的威力巨大，是猛兽族三大战王之一猛虎王的剋星。而且霹雳火与急先锋还可以发出终极合击绝招——月色血风暴（前提是必须是在圆月之夜）。

#### 急先锋
月神殿的第一大将，警车机器人。原本是一个狂妄的战争狂人，他使用他的独门绝技“惊天浪涛杀”杀敌无数，战斗等级上升的很快，是月神殿最英勇的战士。急先锋有一句口头禅：“狂妄也是需要本事的，而我正好有！” 但是，正因为他的狂妄，为月神殿招来了灭顶之灾，月神殿的城主，却和士兵们全部丧身在猛虎王军队的铁蹄下。 侥幸逃脱的急先锋自此变得一蹶不振，直到有一天他遇到了洛洛。在洛洛的劝导下，急先锋才重振旗鼓，与霹雳火练成了合击绝技——流影电光闪。急先锋的绝招叫做“惊天浪涛杀”，在月色皎洁的夜晚，“惊天浪涛杀”可变作“鬼影惊天浪涛杀”，“鬼影惊天浪涛杀”威力更是“惊天浪涛杀”的几倍。在月色皎洁的夜晚，还可以与霹雳火发出“月色血风暴”，威力惊人。

#### 力霸天
大力士家族的大将，推土机机器人。这个“大块头”本来是一个只想过平静生活的“反战主义者”，但是自从他的孪生弟弟被猛虎王的部下杀害之后，独身一人的他就加入了霹雳火的“反侵略”团队。力霸天的绝招是“泰山陨石坠”，绝招一出，就是实力超强的猛虎王都要畏惧三分。弱點是移動速度慢。这位力大无穷的战士不喜欢说话，也没什么主见。但他却是个勇敢听话的战士，只要洛洛一声令下，赴汤蹈火他也在所不辞。

#### 冲击波
圣骑森林的守护者，越野车机器人。这位性格平和的战士生活在风光绮丽的圣骑森林。圣骑森林里不仅有生机盎然的花草鸟虫，还有珍贵的能治疗外伤的红玛瑙。 冲击波就这样孤独地生活在圣骑森林，与世无争，两耳不闻窗外事。 直到有一天，洛洛他们为了治疗力霸天被猛虎王砍伤的断臂而来到了圣骑森林，于是，冲击波的命运就被改写了。疑似能与机械鸟交流。力霸天与冲击波互相激发了对方的战斗潜能，他们二人在圣骑森林里练成了威力巨大的合击绝技“极地沙尘暴”。这一绝招可以打败猛兽族的战王狂野猩。 冲击波的绝招是“绝地流星锤”，他和力霸天一样，都是力量型的战士。

#### 龙卷风
能源之城的两大先锋之一，直升机机器人。喜欢多管闲事，爱抱打不平，如果他看到有人以多欺少或是背后偷袭，他都会出手干涉。除此之外，龙卷风喜欢自由自在，如果让他一天到晚待在能源之城里坐镇，他一定会被闷死的。爱管闲事的龙卷风的爆发力很强，只要他使出绝招“闪电旋风劈”，就能够在最短的时间里将敌人置于死地，并且，他在战斗后的时候手执双刀，十足的侠客扮相。他与超音速战士能够发射出合击绝招——天羽屠龙舞。这一招有极强的杀伤力，是猛兽族实力最强的首领暴龙神的克星。

#### 超音速
风雪之城的守城大将，战斗机机器人。超音速的师父风雪是原能源之城城主的爱徒，因为当时与同门师兄闪电产生误会，于是离开能源之城自立门户，创建了风雪之城。后来，风雪城主被暴龙神所杀，虽然在临死前澄清了多年前的误会，但超音速却怎么也无法释怀。之后超音速开始掌管风雪之城。上一代的恩怨情仇深植在超音速心中，以至于他变成了一个高傲多疑的战斗高手，拥有令对手闻风丧胆的绝招“破空寒冰砍”。超音速最常说的一句话就是“强者面前没有弱者的席位。” 这种状况随着龙卷风与洛洛的到来而发生了改变。龙卷风与超音速在几场酣斗之后便成功化解了上一代的积怨，并成为了生死不离的兄弟。他们在艰苦的训练中练成了合击绝技“天羽屠龙舞”。

#### 风火轮
时光之城城主的助手，摩托车机器人。比起其他机器人来，风火轮是个个子很小，体积也很小的“小不点”，但可别小看他，他的行驶速度却是所有机器人无法匹敌的，所以，这“小不点”最擅长的本领就是——逃命。甚至他的绝招“九天雷霆双脚蹬”也是逃命的工具（洛洛逃命时说“九天雷霆双脚蹬”是本游戏里的一个绝招之最——吓唬敌人）。后来给自己改装了飞机引擎，并且加装了武器——三星连环炮。 风火轮是洛洛的交通工具，他和洛洛经常斗嘴，是个搞笑大王。风火轮也很重义气，如果不是他扛着力霸天的断臂走了几百公里，可能力霸天是不会痊愈的。总是自封时光之城二号人物，性格聪明活泼，热情开朗，总是聪明反被聪明误，是朋友们的开心果。

### 猛兽族

#### 晶晶
猛兽族机战王，小学六年级的学生。性格比较高傲，机战王游戏高手。曾是校际电子竞技赛的第一名。起初认为所有机器人都是任她摆布的棋子，后来慢慢的体会到兄弟之间的情同手足以及敌我之间的惺惺相惜，最后成为猛兽族机器人的绝对领袖。

#### 猛虎王
雷霆殿的城主，老虎机器人。这位“森林枭雄”诡计多端，心狠手辣。以智谋与速度著称。猛虎王曾屡次设计陷害猛兽族首领狂野猩，意图将狂野猩置于死地。他还使用“调虎离山计”攻陷了能源之城。他最常说的一句话就是：“战争是一场肮脏的游戏，而我是个肮脏的玩家。”猛虎王的绝招是“暴风星云裂”和“猛虎天翼”（能够在跳起来的时候有短暂的飞行时间），“暴风星云裂”这一招威力巨大，他曾经用“暴风星云裂”打伤过霹雳火、力霸天、急先锋、龙卷风，是个十分厉害的角色，战斗力为机兽世界季军，仅次于暴龙神和狂野猩。后遭蓝毒兽陷害，城池被攻占，自己也变得一无所有。关键时刻得到狂野猩帮助，夺回雷霆殿，也认识到了友情的可贵。

#### 狂野猩
狂野之城的城主，大猩猩机器人。狂野猩防御力为机兽世界冠军，综合战斗力为机兽世界亚军，实力仅次于暴龙神。好戰、充滿野心，但却有勇无谋（后在遭到猛虎王屡次陷害后有所改观），遇到事情就会横冲直撞，动刀动枪。曾几次三番陷入猛虎王布下的圈套。狂野猩本身擁有極高的防禦力、攻擊力和血量；绝招是“狂雷金刚拳”和“开山金刚拳”，威力不可小觑。少數擁有敏捷度不高的弱點。和猛虎王由于都想争夺能源之城的紫水晶以增加自己的能量而由原本的礼仪之邦反目成敌。属于反派人物，是主人公的敌人。但平生极讲义气，行事光明磊落，连霹雳火等人也十分佩服。后在猛虎王最困难的时候帮助了他，二人重归于好。

#### 暴龙神
亡灵之都的城主，暴龙机器人。猛兽族BOSS级别的终极战王，战斗力十分强大，猛兽族和机车族的任何一名战士都无法单独将他打败。暴龙神的攻击力、速度、综合战斗力为机兽世界冠军，而且极为狡诈，城府极深。他曾经不费一兵一卒就从猛虎王手里夺下了能源之城，也曾利用“调虎离山计”和“离间计”骗取了风雪之城的令牌。暴龙神能施展招式“龙王炮”，而绝招包括“龙皇异次元”和“龙云震天翅”；在猛兽族机战王的操纵下还可以发射出威力无比的“双重龙皇异次元”，任何一名机车族战士都无法抵抗这一招的攻击。
但是暴龙神也有弱点：1. 龙卷风和超音速合力发出绝招“天羽屠龙舞”，由于此绝招在空中威力最大，完全克制暴龙神。 2. 暴龙神的防御力是兽族战王里面最低，最不抗揍的，霹雳火的月下雷霆半月斩击中暴龙神将暴龙神的血量打到10%左右。满血的暴龙神被大石头砸中从空中掉下来，霹雳火和急先锋抓住机会快速反击发出流影电光闪，将暴龙神的血量直接打到零。

#### 蓝毒兽
毒兽大本营的营主，长臂猿机器人。极其阴险狡猾。一百年前曾率领黑毒兽大军攻打能源之城，并绑架了能源之城老城主，要挟闪电退兵。闪电退兵后蓝毒兽却出尔反尔，杀死了老城主，闪电悲痛万分，带兵摧毁了蓝毒兽的大本营。随后蓝毒兽投靠暴龙神，被暴龙神安插在猛虎王身边，帮助暴龙神夺下能源之城，将猛虎王迫害得一无所有。后被暴龙神任命为雷霆殿的新城主，但又被猛虎王借兵打败，于是背叛暴龙神逃往时光之城，并用诡计占领该城，还想用“鹬蚌相争”之计让两个机战王两败俱伤，好让自己从中渔利，霸占整个机兽世界。最后阴谋未能得逞，在洛洛和晶晶许下诺言后逃走。绝招是“幽冥音波功”和“幽冥吸波功”，幽冥音波功能释放迷幻音波射线，是兽族巫师特有的技能，能使对手陷入麻痹状态，暂时失去行动力。实力在猛兽族仅次于三大战王。

#### 金铁兽
狂野之城的大将，穿山甲机器人。与霹雳火等人有着情感，金铁兽在在最后为了保护狂野猩，启动了后备隐藏能源试图与猛虎王和银铁兽同归于尽，炸毁了整个矿盐山谷，而猛虎王在危急时刻把银铁兽放在身前，猛虎王没死，银铁兽却死了，金铁兽在最后对霹雳火说：“霹雳火，我们这辈子是敌人，下辈子再做兄弟。”金铁兽是一个重情重义的人，不喜欢欠别人的情，对狂野猩忠心耿耿。绝招是“极光神风爪”，同一时期的实力在霹雳火、急先锋、冲击波、力霸天等之上。在猛兽族实力仅次于三大战王和蓝毒兽。

### 其他角色
时光城主：时光之城的城主，跑车机器人。霹雳火的师父。为帮助霹雳火而被青铁兽杀害。
月神殿城主：月神殿的城主，警车机器人。急先锋的师父。为掩护急先锋逃离月神殿与猛虎王决斗，最后引爆后备隐藏能源自爆，企图与猛虎王同归于尽但未成功。
闪电：能源之城的城主，直升机机器人。龙卷风的师父，风雪的师兄，超音速的师伯。能源之城老城主的两位徒弟之一，后遭蓝毒兽陷害，和师弟风雪决裂，最后被暴龙神打成重伤，临终前还惦记着师弟风雪，含恨而死。
风雪：风雪之城的城主，战斗机机器人。超音速的师父，闪电的师弟，龙卷风的师叔。能源之城老城主的两位徒弟之一，因当时性格比较急躁，不够冷静，中了蓝毒兽的离间计，与师兄闪电决裂，后来偷偷潜入亡灵之都明白了当年老城主被杀的真相，但此时被暴龙神发现，被暴龙神完全压制，又被蓝毒兽背后一击，受了重伤逃回风雪之城告诉徒弟超音速事情的真相，让超音速了结风雪之城与能源之城的恩怨，共同对抗暴龙神，并把风雪之城的令牌交给他。在临终前还惦记着师兄闪电，最后含恨而死。
能源城主：能源之城的前任城主，直升机机器人。闪电和风雪的师父，龙卷风和超音速的师祖。年轻时实力强劲，后被蓝毒兽抓获并挟持。最后被蓝毒兽杀害。
银白将军：能源之城的两大先锋之一，直升机机器人。在猛虎王攻取能源之城时，为掩护龙卷风而被能源之城的中央导弹杀死。
绿豹兽：雷霆殿的大将，豹子机器人。对猛虎王忠心耿耿，参与过多场大战役，并且立下许多战功。曾与急先锋、龙卷风、蓝毒兽等人大战，战斗力不俗。最后为了掩护猛虎王撤退试图与暴龙神和蓝毒兽同归于尽，但并未成功，被暴龙神杀害。
银铁兽：狂野之城的副将，穿山甲机器人，实力略逊于金铁兽。为人阴险狠毒，野心勃勃，在权利的诱使下背叛狂野猩，与猛虎王狼狈为奸，于矿盐山谷联合猛虎王重创狂野猩。最后金铁兽为掩护狂野猩逃脱，引爆后备隐藏能源与银铁兽同归于尽。
紫铁兽：狂野之城的将领之一，穿山甲机器人。跟随金铁兽南征北战，性格鲁莽好战，蓝铁兽战死后为了给蓝铁兽报仇，而向猛虎王引爆后备隐藏能源，试图与猛虎王同归于尽但并未成功。
蓝铁兽：狂野之城的将领之一，穿山甲机器人。跟随金铁兽南征北战，性格比较保守谨慎，为了掩护狂野猩撤退被猛虎王杀害。
青铁兽：狂野之城的将领之一，穿山甲机器人。金铁兽的先锋，实力不俗，阴险狡诈，曾杀害时光，但被霹雳火用雷霆半月斩杀死。
紫龙兽：亡灵之都的大将，暴龙机器人。实力强悍，曾与龙卷风大战良久，绝招是飞龙轰天炮，是猛兽族三大主将中的唯一存活者。

### 量产型主力军团
跑车战士：跑车机器人，时光之城的士兵。
警车战士：警车机器人，月神殿的士兵。
推土机战士：推土机机器人，大力士家族的士兵。
直升机战士：直升机机器人，能源之城的士兵。
战斗机战士：战斗机机器人，风雪之城的士兵。
黑毒兽：长臂猿机器人，毒兽大本营的士兵。
黑豹兽：豹子机器人，雷霆殿的士兵。
黑铁兽：穿山甲机器人，狂野之城的士兵。
冰狼兽：灰狼机器人，亡灵之都的士兵。

## 绝招一览
- 霹雳火：雷霆半月斩／连环雷霆半月斩[2]
- 急先锋：惊天浪淘杀／鬼影惊天浪淘杀
- 霹雳火+急先锋：流影电光闪／月色血风暴
- 力霸天：泰山陨石坠
- 冲击波：绝地流星锤
- 力霸天+冲击波：极地沙尘暴
- 超音速：破空寒冰砍
- 龙卷风：闪电旋风劈
- 超音速+龙卷风：天羽屠龙舞
- 暴龙神：龙皇异次元、龙云振天翅、龙王炮
- 狂野猩：狂雷金刚拳、开山金刚拳
- 猛虎王：暴风星云裂、猛虎天翼
- 风火轮：九天雷霆双脚蹬
- 蓝毒兽：幽冥音波功、幽冥吸波功

## 从《キッズトランスフォーマー レスキューヒーロー ゴーボッツ（日语：キッズトランスフォーマー レスキューヒーロー ゴーボッツ）》转移
| キッズトランスフォーマー レスキューヒーロー ゴーボッツ | 百变机兽之洛洛历险记                                       |
| 机车族                                                 | 机车族                                                     |
| ------------------------------------------------------ | ---------------------------------------------------------- |
| GO-05 ベック（Strong-Bot）                             | 力霸天 推土机战士（量产型主力军团）                        |
| GO-06 ロバート（Fire-Bot） GO-07 スミス（Prowl-Bot）   | 急先锋 月神殿城主 警车战士（量产型主力军团）               |
| GO-08 テッド（Speed-Bot） GO-14 キッド（Aero-Bot II）  | 霹雳火 时光城主 跑车战士（量产型主力军团）                 |
| GO-11 チョッパー（Charlie Chopper）                    | 龙卷风 闪电 银白将军 能源城主 直升机战士（量产型主力军团） |
| GO-12 マイケル（Aero-Bot） GO-13 J・J（Silverbolt）    | 超音速 风雪 战斗机战士（量产型主力军团）                   |
| Botropolis Buzzer-Bot                                  | 风火轮                                                     |
| Flash-Bot                                              | 冲击波                                                     |
| 猛兽族                                                 |                                                            |
| GO-01 マックス（Gorillabot）                           | 狂野猩                                                     |
| GO-03 チャック（Cheetor） GO-17 ジョージ（Tigertron）  | 猛虎王 绿豹兽 黑豹兽（量产型主力军团）                     |
| GO-04 グレッグ（Reptron）                              | 暴龙神 紫龙兽                                              |